# Addison (Wisconsin)
Addison – miasto w Stanach Zjednoczonych, w stanie Wisconsin, w hrabstwie Washington.